# Distrito Municipio de Kaunas
Distrito Municipio de Kaunas o Distrito de Kaunas (Kauno rajono savivaldybė; Kauno rajonas) es Lituania, en centro de Condado de Kaunas. Cubre un área de 1496 km² y albergaba una población de 84.500 personas en 2005. La cabecera es Kaunas (pero no hay en sustracción de municipio).

## Localidades
Es distrito son:
- 3 ciudades - Garliava, Vilkija y Ežerėlis
- 9 localidades - Akademija, Babtai, Čekiškė, Kačerginė, Karmėlava, Kulautuva, Lapės, Vandžiogala y Zapyškis
- 370 pueblos.

## Comunas (Seniūnijos)
En distrito son 23 comunas (entre paréntesis - cabecera)
- Akademijos seniūnija (Akademija)
- Alšėnų seniūnija (Mastaičiai)
- Babtų seniūnija (Babtai)
- Čekiškės seniūnija (Čekiškė)
- Domeikavos seniūnija (Domeikava)
- Ežerėlio seniūnija (Ežerėlis)
- Garliavos seniūnija (Garliava)
- Garliavos apylinkių seniūnija (Garliava)
- Kačerginės seniūnija (Kačerginė)
- Karmėlavos seniūnija (Karmėlava)
- Kulautuvos seniūnija (Kulautuva)
- Lapių seniūnija (Lapės)
- Neveronių seniūnija (Neveronys)
- Raudondvario seniūnija (Raudondvaris)
- Ringaudų seniūnija (Noreikiškės)
- Rokų seniūnija (Rokai)
- Samylų seniūnija (Samylai)
- Taurakiemio seniūnija (Piliuona)
- Užliedžių seniūnija (Giraitė)
- Vandžiogalos seniūnija (Vandžiogala)
- Vilkijos seniūnija (Vilkija)
- Vilkijos apylinkių seniūnija (Vilkija)
- Zapyškio seniūnija (Kluoniškiai)